# Ungbarock
Ungbarocken anses ha uppstått i Rom omkring 1575/1580 och varade till 1625.
De två arkitekter som definierade ungbarockens arkitektoniska formspråk var Giacomo della Porta och Vignola. De samarbetade vid uppförandet av kyrkan Il Gesù, vilken uppvisar banbrytande arkitekturelement i såväl interiör som exteriör. Emedan fasaden till Il Gesù ännu innehåller manieristiska drag, anser arkitekturhistoriker att den egentliga ungbarocken föddes i fasaden till kyrkan Madonna dei Monti 1580.

## Målare (urval)
- Caravaggio
- Filippo Napoletano
- Peter Paul Rubens

## Arkitekter (urval)
- Carlo Maderno
- Ottaviano Mascherino